# Dawn Robinson
Dawn Sherrese Robinson (New London,24 de Novembro de 1965)  conhecida como Dawn Robinson é uma cantora estadunidense. Ela é mais conhecida pelo seu trabalho como membro fundadora do grupo feminino En Vogue.